# Zach Edey
Zachry Cheyne Edey (* 14. Mai 2002 in Toronto) ist ein kanadischer Basketballspieler.

## Werdegang
Edey spielte als Jugendlicher Eishockey und Baseball, ehe er sich im Oktober 2017 der Basketballmannschaft North Toronto Huskies anschloss. Als Trainer wurde die Mannschaft vom Vater eines Freundes Edeys betreut. 2018 wechselte er an die IMG Academy in den US-Bundesstaat Florida.
Edey nahm ein Angebot der Purdue University (US-Bundesstaat Indiana) an und spielte von 2020 bis 2024 für die Hochschulmannschaft. In dieser Zeit bestritt der Kanadier 138 Spiele für Purdue, in denen er im Durchschnitt 18,2 Punkte und 9,6 Rebounds erzielte. Seine höchsten Durchschnittswerte in diesen Kategorien erreichte Edey in der NCAA in der Saison 2023/24 (25,2 Punkte je Begegnung) beziehungsweise der Saison 2022/23 (12,9 Rebounds je Begegnung). Er erreichte mit Purdue im April 2024 das Endspiel um die NCAA-Meisterschaft. Edey wurde 2022/23 und 2023/24 jeweils als bester Spieler der NCAA-Saison ausgezeichnet und erhielt somit den nach Basketball-Erfinder James Naismith benannten Preis.
Die Memphis Grizzlies sicherten sich beim Draftverfahren der NBA im Juni 2024 die Rechte an Edey.

### Nationalmannschaft
Bereits im April 2018 wurde Edey in Kanadas U17-Nationalmannschaft berufen. Zu diesem Zeitpunkt hatte er erst wenige Monate Basketball gespielt. Im Sommer 2021 wurde er mit Kanadas U19-Nationalmannschaft bei der Weltmeisterschaft dieser Altersklasse Dritter. Edey verbuchte im Turnierverlauf im Durchschnitt 15,1 Punkte, 14,1 Rebounds und 2,3 Blocks je Begegnung.
Anfang Juli 2022 gab er seinen Einstand in der kanadischen Herrennationalmannschaft. 2023 gewann er mit Kanada die Bronzemedaille bei der Weltmeisterschaft. Um sich auf sein erstes NBA-Jahr vorzubereiten, verzichtete er auf eine Teilnahme an den Olympischen Sommerspielen 2024 mit der kanadischen Nationalmannschaft.

## Persönliches
Edeys Großeltern mütterlicherseits wanderten von Taiwan nach Kanada aus.